# Функционализъм
 Тази статия е за школата в психологията.  За архитектурното течение вижте Функционализъм (архитектура).  
Като школа или система в психологията, функционализмът има своите корени в Дарвиновата теория за еволюцията, както и в психологията на Уилям Джеймс. Дарвиновото учение за естествения подбор приема, че вариациите в определен биологичен вид, които са най-способни да се адаптират към определена среда, ще оцелеят и ще продължат рода си, докато онези, които са по-малко способни да се адаптират, ще отмрат.
Идеите, изказани за първи път в психологията от Уилям Джеймс, оказват по-неспосредствено влияние върху функционализма. Той подчертава психологическата адаптация и приспособяване. Понякога психиката подпомага тялото в неговото оцеляване. В случая на разума и решаването на проблеми психичната дейност е превъзходна и осигурява оцеляването. Втори аспект от психологията на Джеймс, който е повлиял върху функционализма, е неговият прагматизъм. Идеите имат стойност само ако са полезни. Утвърждаваният от Джеймс прагматизъм е подет от Джон Дюи – първият функционалист, който го прилага към социалните проблеми и образованието.
Функционализмът възниква като протест срещу съществуващите системи. Основното му недоволство е от структурализма. За функционалистите предметът на психологията са психичните процеси или функции, а не изучаването на съдържанието на съзнанието, както твърдят структуралистите. Освен това функционализмът се занимава с утилитарните проблеми на здравия разум на психологията. И накрая структуралистите поддържат, че психичните функции не се поддават на интроспективен анализ и само съдържанието на психиката може да бъде анализирано.
Въпреки че функционализмът е по-малко организиран и споен от структурализма, някои основни принципи все пак характеризират системата:
1. психологията трябва да се занимава с психичните функции, а не със съдържанието;
2. психичните функции са израз на приспособяване към средата;
3. психологията трябва да е утилитарна и да позволява практическото приложение на знанията си;
4. психичните функции са част от цялостния свят на дейността, който включва психичното и физическото;
5. психологията е много тясно свързана с биологията: разбирането на анатомията и физиологията ще помогне да се разбере психичната дейност.
Развитието на функционализма като школа на мисълта е резултат предимно от дейността на трима мъже: Джон Дюи, Джеймс Ейнджъл и Харви Кар.